# Визовая политика Азербайджана

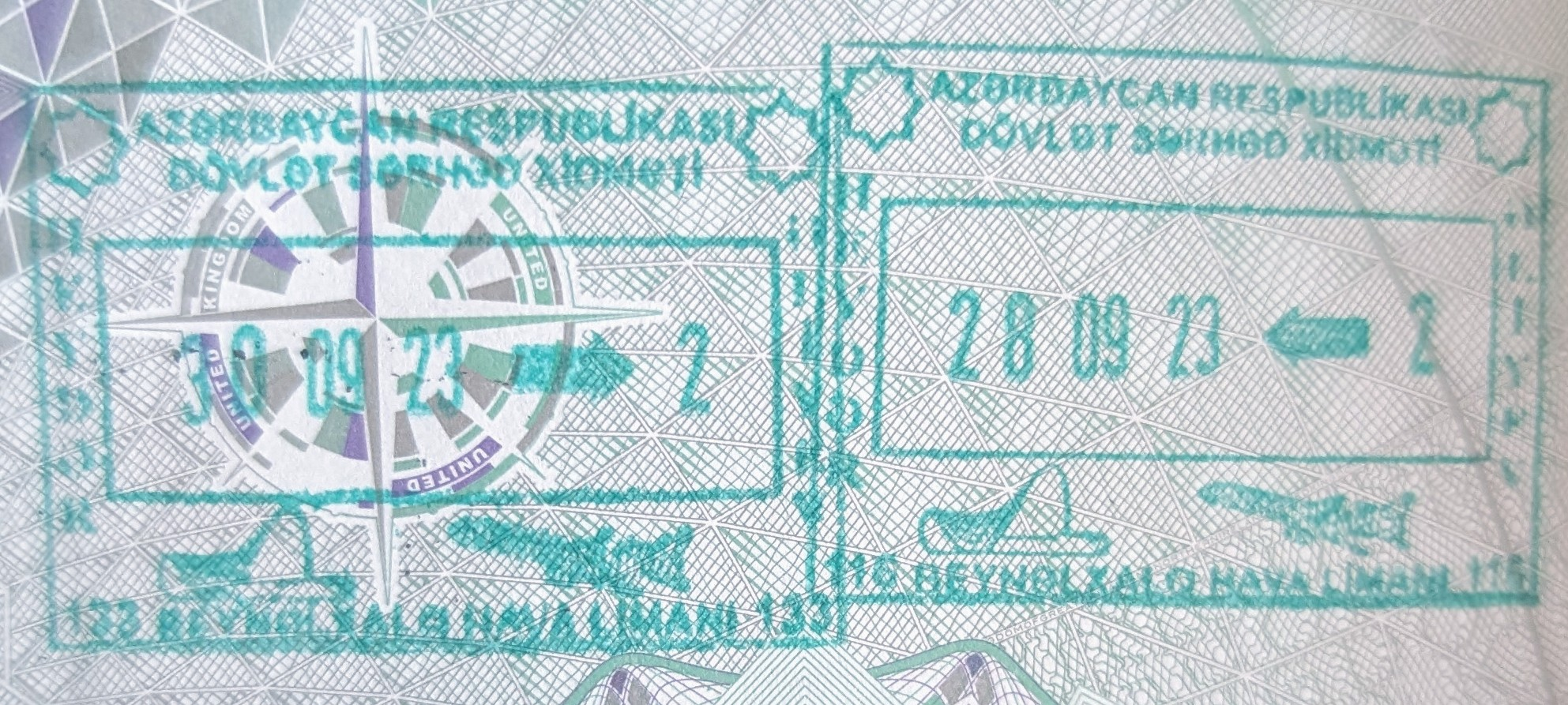
Пара азербайджанских штампов о въезде (справа) и выезде (слева) в британском паспорте

Визовая политика Азербайджанской Республики — посетители Азербайджана должны получить визу в одном из дипломатических представительств Азербайджана, если только они не являются гражданами одной из стран, для которых действует безвизовый режим, или гражданами, имеющими право на получение электронной визы по прибытии, или гражданами, имеющими право на получение электронной визы.
Правительство Азербайджана выдает гражданам некоторых стран разрешения на въезд на определенный период времени без необходимости получения визы для посещения Азербайджана в туристических или деловых целях и для официальных визитов в Азербайджан по дипломатическому и служебному паспорту. Граждане других стран перед поездкой в Азербайджан должны получить визу в посольствах или консульствах Азербайджанской Республики.
Визовая и другая миграционная политика Азербайджана также реализуется в соответствии с соглашениями о правах мобильности в рамках Содружества Независимых Государств.

## Общие условия получения визы
Срок действия паспорта должен быть не менее чем на 3 месяца  больше предполагаемого срока действия запрашиваемой визы.
Если до истечения срока действия паспорта заявителя осталось менее 3 месяцев, виза не выдается.
Все въезжающие в Азербайджан, которые планируют остаться более 15 дней, обязаны зарегистрироваться по месту своего пребывания в Государственной миграционной службе по прибытии (за исключением граждан Казахстана, которым требуется регистрироваться только в том случае, если они намерены остаться более 30 дней).

## Карта визовой политики

Азербайджан
Виза не требуется, возможен въезд по внутреннему документу
Виза не требуется
Виза по прибытии/электронная виза
Электронная виза
Требуется виза
Въезд запрещен/требуется специальное разрешение на въезд

## Освобождение от визы

### Для гражданских паспортов
Владельцы общегражданских паспортов следующих стран могут въезжать в Азербайджан без визы на срок до 90 дней:
| - Албания2 - Беларусь - КитайU 4 - Грузия | - Казахстан - Кыргызстан - Молдова - Марокко2 | - Катар1 - Россия3 - Сербия2 - Таджикистан | - ТурцияID - Украина - Объединённые Арабские Эмираты2 - Узбекистан |  |

ID - Разрешается въезд с удостоверением личности вместо загран. паспорта.

U - Одностороннее освобождение.

1 - 30 дней.

2 - 90 дней в течение любого 180-дневного периода.

3 - 90 дней в течение одного года.

4 - Временная безвизовая схема с 20 июля 2024 года по 20 июля 2025 года на 3 въезда в общей сложности на 30 дней на въезд, только для граждан Китая.
| Дата изменения визы |
| --- |
| - Гражданам Беларуси, Грузии, Казахстана, Кыргызстана, Молдовы, России, Таджикистана, Украины, Узбекистана виза для въезда никогда не требовалась. - Сентябрь 2019: Турция: Turkey - Ноябрь 2021: Катар - Июль 2023 г: Объединенные Арабские Эмираты - Ноябрь 2023: Сербия - Март 2024: Албания - 20 июля 2024 - 20 июля 2025: Китай - 28 августа 2024: Morocco Cancelled: - 1992: Армения — из-за войны гражданам Республики Армения запрещен въезд в Азербайджан. - 1993: Болгария, Куба, Чехия, Венгрия, Монголия, Польша, Румыния, Словакия, Вьетнам. - 1995: Эстония, Латвия, Литва - 1999: Туркменистан |

### Для дипломатических и служебных паспортов

Азербайджан
Дипломатические, официальные, служебные или специальные паспорта
Дипломатические паспорта
Временно приостановленные
В выдаче отказано

Владельцы дипломатических, официальных, служебных или специальных паспортов следующих стран и территорий могут въезжать в Азербайджан без визы на срок до 90 дней:
| - АлбанияD S - АргентинаD O S - АвстрияD S - БеларусьD O S - БельгияD - БоливияD O S - Босния и Герцеговина1 D O S - БразилияD O S - БолгарияD S - КамбоджаD - ЧилиD O S - Китай1 D S PA - КолумбияD O S - ХорватияD S - КубаD O S - КипрD - ЧехияD - Египет1 D S Sp - ЭстонияD - ФинляндияD | - ФранцияD - ГрузияD O S - ГерманияD - ГрецияD - Гонконг2 D S - ВенгрияD - ИндияD O S - Индонезия1 D S - Иран1 D S - Ирак1 D O S - ИзраильD S - ИталияD S - ЯпонияD - ИорданияD S - КазахстанD O S - КувейтD S Sp - КыргызыстанD O S - Лаос1 D - ЛатвияD S - Ливия3 D S Sp | - ЛихтенштейнD - ЛитваD S - ЛюксенбургD - МальтаD - Малазия1 D O S - МексикаD - МолдоваD O S - МонголияD O S - ЧерногорияD S - МароккоD O S Sp - НидерландыD - НорвегияD - Пакистан1 D S - Палестина1 D - ПеруD S Sp - ПольшаD - ПортугалияD S Sp - Катар1 D S Sp - ПарагвайD O S - РумынияD S | - РоссияD O S - Сан МариноD S - СербияD O S - СингапурD O S - СловакияD S - СловенияD S - Южная Корея1 D O S - ИспанияD - ШвецияD - ШвейцарияD S - Сирия1 D S Sp - ТаджикистанD O S - ТурцияD S Sp - Туркменистан1 D S - УкраинаD O S - Объединенные Арабские ЭмиратыD S Sp - УругвайD O S - УзбекистанD O S - Венесуэлла1 D O S - Вьетнам1 D O S |  |

D - Дипломатические паспорта

O - Официальные паспорта

S - Служебные паспорта

Sp - Специальные паспорта

PA - Паспорта, одобренные для «государственных дел»

1 - 30 дней

2 - 14 дней

3 - Временно приостановленные
Азербайджан подписал соглашения об отмене виз для владельцев дипломатических и служебных паспортов с Руандой в сентябре 2023 года и с Саудовской Аравией в сентябре 2024 года, но они еще не ратифицированы.

## Виза по прибытии
Граждане следующих стран могут получить электронную визу сроком действия не более 30 дней по прибытии в любой международный аэропорт:
| - Бахрейн - Китай - Гонконг - Индонезия - Израиль | - Япония - Кувейт - Макао - Малазия - Оман | - Саудовская Аравия - Сингапур - Южная Корея |

Стоимость электронной визы по прибытии составляет 30 долларов США, за исключением граждан Японии, которые освобождены от уплаты визового сбора.
Ранее граждане США могли получить визу по прибытии в Азербайджан, если они прибывали прямым рейсом из Нью-Йорка, срок действия которой составлял не более 30 дней. По состоянию на 2024-2025 год ни одна авиакомпания не выполняет прямые рейсы между Нью-Йорком и Баку, поэтому граждане США не могут получить визу по прибытии.

## Условная виза по прибытии
- Граждане, имеющие резидентскую визу, выданную Объединенными Арабскими Эмиратами, могут получить 30-дневную туристическую визу по прибытии в Азербайджан. Они должны предоставить действующую визу или вид на жительство вместе с паспортом.[19]
- Граждане с действующим видом на жительство, выданным любой страной Совета Сотрудничества Арабских Государств Персидского залива (ССАГПЗ), могут получить 30-дневную туристическую визу по прибытии. Они должны предъявить действительный вид на жительство вместе с паспортом.
- Туристы, имеющие письмо-согласие от Государственной миграционной службы, могут получить визу по прибытии в Азербайджан.[12]

## Электронная виза (e-Visa)
В январе 2017 года Азербайджан ввел электронную визу. Система известна как ASAN viza, и визы выдаются для однократного посещения сроком до 30 дней. Электронную визу необходимо распечатать и предъявить вместе с паспортом посетителя (срок действия которого должен быть не менее трех месяцев после даты истечения срока действия визы) на пограничном контрольно-пропускном пункте.
Существует два типа заявлений на получение электронной визы: стандартное заявление, которое стоит 25 долларов США и рассматривается в течение 3 рабочих дней, и срочное заявление, которое стоит 60 долларов США и обрабатывается в течение 3 часов, в обоих случаях включая неизбежный «сервисный сбор» в размере 5 долларов США.
Граждане следующих стран и территорий могут получить электронную визу:
| - Государства — члены Европейского союза - Все государства-члены Европейской ассоциации свободной торговли \| \| - Алжир - Андорра - Аргентина - Австралия - Багамы - Бахрейн - Барбадос - Боливия - Босния и Герцеговина - Бразилия - Бруней - Канада - Чили - Китай - Колумбия - Коста-Рика \| - Куба - Джибути - Эквадор - Гватемала - Гондурас - Гонконг - Индия - Индонезия - Иран - Израиль - Ямайка - Япония - Иордания - Кувейт - Макао \| - Малазия - Мальдивы - Маврикий - Мексика - Монако - Монголия - Монтенегро - Марокко - Непал - Новая Зеландия - Северная Македония - Оман - Пакистан - Панама - Парагвай - Перу \| - Сан Марино - Саудовская Аравия - Сейшельские острова - Сингапур - ЮАР - Южная Корея - Шри-Ланка - Таиланд - Тринидад и Тобаго - Туркменистан - Великобритания - США - Ватикан - Вьетнам \| \| | | | | |  |
| | - Алжир - Андорра - Аргентина - Австралия - Багамы - Бахрейн - Барбадос - Боливия - Босния и Герцеговина - Бразилия - Бруней - Канада - Чили - Китай - Колумбия - Коста-Рика | - Куба - Джибути - Эквадор - Гватемала - Гондурас - Гонконг - Индия - Индонезия - Иран - Израиль - Ямайка - Япония - Иордания - Кувейт - Макао | - Малазия - Мальдивы - Маврикий - Мексика - Монако - Монголия - Монтенегро - Марокко - Непал - Новая Зеландия - Северная Македония - Оман - Пакистан - Панама - Парагвай - Перу | - Сан Марино - Саудовская Аравия - Сейшельские острова - Сингапур - ЮАР - Южная Корея - Шри-Ланка - Таиланд - Тринидад и Тобаго - Туркменистан - Великобритания - США - Ватикан - Вьетнам |  |

В 2017 году британский туристический журнал Wanderlust оценил электронную визу Азербайджана как самую простую для получения визу в мире.
Планируется расширить систему ASAN для выдачи электронных виз гражданам Азербайджана, выезжающим за рубеж. Ведутся переговоры с Литвой.

## Заранее необходимая виза

### Стандартный процесс
Если желающий посетить Азербайджан не соответствует требованиям гражданства для получения визы, визы по прибытии или электронной визы или желает работать или учиться, он должен подать заявление на получение визы в ближайшее дипломатическое представительство Азербайджана. Посетители могут подать заявку по почте или по предварительной записи, а также заполнить форму заявки онлайн. Стоимость однократной и транзитной визы составляет 20 долларов США, а многократной — 250 долларов США.
При подаче заявления на визу заявитель должен предоставить следующее:
- Заполненная форма заявки
- Действующий проездной документ и фотокопия его информационной страницы.
- Две цветные фотографии паспортного образца
- Подтверждение законного статуса в стране подачи заявления, если заявление подается из другой страны, чем ваша собственная
- Оплата визового сбора (заверенным чеком)

### Приглашение
Для всех виз, за исключением транзитных, заявитель должен предоставить действительное приглашение. Необходимые пригласительные документы различаются в зависимости от типа запрашиваемой визы. Для туристических виз заявитель должен предоставить подтверждение бронирования отеля в Азербайджане и подтвержденные рейсы в страну и из страны. Для получения частной визы принимающая сторона заявителя в Азербайджане должна предоставить нотариально заверенную копию удостоверения личности и пригласительного письма. Для всех остальных типов виз необходимо получить разрешение Министерства иностранных дел до подачи заявления на визу.
Для получения разрешения приглашающая сторона в Азербайджане должна лично подать в отделение МИД в Баку следующие документы:
- Заполненная форма заявления (доступна онлайн)
- Письмо от приглашающего лица или организации с указанием цели запрашиваемой визы, срока действия приглашения, количества требуемых въездов и дипломатического представительства, в которое приглашенный будет подавать заявление на визу.
- Копия паспорта приглашенного
- Подтверждение оплаты регистрационного сбора в размере 4 манат, оплаченного через банк или онлайн.

Если документы подает законный представитель, он также должен предоставить подтверждение доверенности и копию удостоверения личности. Если приглашающая сторона является физическим лицом, он также должен предоставить копию письма о регистрации налогового номера и подтверждение адреса

## Упрощение визового режима
В 2013 году Азербайджан заключил соглашение об упрощении визового режима с Европейским союзом (за исключением Ирландии), которое сокращает количество документов, необходимых для обоснования цели поездки, предусматривает выдачу многократных виз, ограничивает время обработки и снижает или отменяет сборы для многих категорий граждан Европейского союза.

## Ограничения приема
Из-за конфликта с Арменией Азербайджан запрещает въезд и транзит гражданам Армении. Исключения были сделаны во время некоторых международных мероприятий.

## Статистика посетителей
| Год               | Посетители  |
| ----------------- | ----------- |
| 1992—2001         | Нет данных  |
| 2002              | ▲ 576,000   |
| 2003              | ▲ 768,000   |
| 2004              | ▲ 989,000   |
| 2005              | ▼ 693,000   |
| 2006              | ▲ 682,000   |
| 2007              | ▲ 732,000   |
| 2008              | ▲ 1,043,000 |
| 2009              | ▼ 1,005,000 |
| 2010              | ▲ 1,280,000 |
| 2011              | ▲ 1,562,000 |
| 2012              | ▲ 1,986,000 |
| 2013              | ▲ 2,130,000 |
| 2014              | ▲ 2,160,000 |
| 2015              | ▼ 1,922,000 |
| 2016              | ▲ 2,044,000 |
| 2017              | ▲ 2,454,000 |
| 2018              | ▲ 2,635,000 |
| 2019              | ▲ 3,170,000 |
| 2020              | ▼ 796,000   |
| 2021              | ▼ 792,000   |
| Всего (2002—2021) | 29,418,000  |

Большинство прибывших в Азербайджан посетителей были гражданами следующих стран:
| Страна            | 2021      | 2020    |
| ----------------- | --------- | ------- |
| Россия            | ▲ 258,315 | 225,201 |
| Турция            | ▲ 197,907 | 160,504 |
| Иран              | ▲ 125,358 | 72,783  |
| Грузия            | ▼ 62,666  | 184,228 |
| Украина           | ▲ 17,428  | 16,953  |
| ОАЭ               | ▲ 17,320  | 7,951   |
| Великобритания    | ▲ 9,428   | 7,051   |
| Саудовская Аравия | ▼ 8,834   | 11,945  |
| Казахстан         | ▼ 6,928   | 8,498   |
| Израиль           | ▲ 6,655   | 4,238   |
| Германия          | ▲ 5,922   | 3,531   |
| Беларусь          | ▼ 5,730   | 6,036   |
| Индия             | ▼ 5,117   | 12,731  |
| США               | ▲ 4,409   | 2,604   |
| Узбекисттан       | ▼ 4,213   | 5,283   |
| Италия            | ▲ 3,498   | 2,820   |
| Польша            | ▲ 3,331   | 1,198   |
| Пакистан          | ▼ 3,224   | 8,752   |
| Ирак              | ▼ 3,212   | 6,119   |
| Япония            | ▲ 3,081   | 2,201   |
| Туркменистан      | ▼ 2,738   | 8,257   |
| Франция           | ▼ 2,278   | 1,506   |
| Китай             | ▲ 1,781   | 1,532   |
| Южная Корея       | ▼ 413     | 681     |
| Другие страны     | ▼ 27,121  | 167,284 |
| Всего             | ▼ 791,751 | 795,722 |